# Historická budova Muzea východních Čech
Historická budova Muzea východních Čech v Hradci Králové je výstavní muzejní budovou postavenou v letech 1909 až 1913 architektem Janem Kotěrou na Eliščině nábřeží v Hradci Králové. Jedná se o architektovo vrcholné dílo a jednu z nejvýznamnějších památek české moderny vůbec. Budova byla postavena nákladem 650 tisíc tehdejších korun, z čehož přibližně polovinu zaplatilo město.
Budova muzea je památkově chráněna od roku 1958. V roce 1995 byla budova vzhledem k zásadnímu postavení ve vývoji české architektury prohlášena národní kulturní památkou. Jedná se o jedinou národní kulturní památku ve městě.
Jedná se o jednu ze tří budov spravovaných Muzeem východních Čech (dále budova v areálu Gayerových kasáren a Muzeum války 1866 na Chlumu u Všestar).

## Historie stavby
Muzeum bylo v Hradci Králové založeno v roce 1880. Jeho sbírky se postupně rozrůstaly, prostory přestávaly stačit. Proto bylo rozhodnuto o stavbě samostatné muzejní budovy, jejíž podoba vzešla z návrhu Jana Kotěry.
Původně byla nová muzejní budova plánována na rohu dnešních ulic Československé armády a Pospíšilovy – v roce 1895 poskytnut městem pozemek. V prosinci 1897 byl pověřen projektem prof. Jan Koula, jeho návrh byl odevzdaný v květnu následujícího roku. Novorenesanční pojetí však vyznělo zastarale a k realizaci nedošlo. V roce 1898 věnovalo město pro stavbu muzejní budovy pro obě muzea (tehdy městské muzeum rozděleno na průmyslové a historické) pozemek na nábřeží Elišky Pomořanské (Eliščině nábřeží). Původně byl projekt zadán architektovi Janu Koulovi, návrh se však nedočkal realizace. Po rozhodnutí o změně umístění samotné stavby byl osloven Jan Kotěra, kterého oslovil sám tehdejší královéhradecký starosta František Ulrich. Nebylo to poprvé, co byl Kotěra jako architekt městem osloven. Již v roce 1903 až 1904 byl v Hradci Králové postaven dle Kotěrova projektu hotel Okresní dům.
Projektové práce se uskutečnily v rozmezí let 1905–08. První skici na stavbu pocházejí z let 1905 až 1906. V roce 1907 předložil Kotěra kuratoriu první verzi návrhu. Definitivní schválení kuratoriem proběhlo 14. února 1909.
Následující vznik hrubé stavby byl poměrně rychlý. Výkopy byly započaty na začátku května 1909 a o necelých 16 měsíců později (22. srpna 1910) bylo dokončeno třetí patro. Další tři týdny trvala výstavba kopule dokončená 13. září 1910. Na jaře 1911 se podařilo dokončit vnější výzdobu z pálené glazované hlíny včetně sochařské výzdoby dvou žen v průčelí od Stanislava Suchardy. V roce 1912 byly doplněny skleněné vitráže dle návrhu Františka Kysely. Celá budova muzea tak byla postavena v letech 1909 až 1912. Práce na interiéru však probíhaly i později. Na práce byli najímáni kvalitní řemeslníci odjinud, což popouzelo místní. Kotěra následně nebyl pozván na kolaudaci stavby.
Po první světové válce se budově říkalo Kotěrovo muzeum.

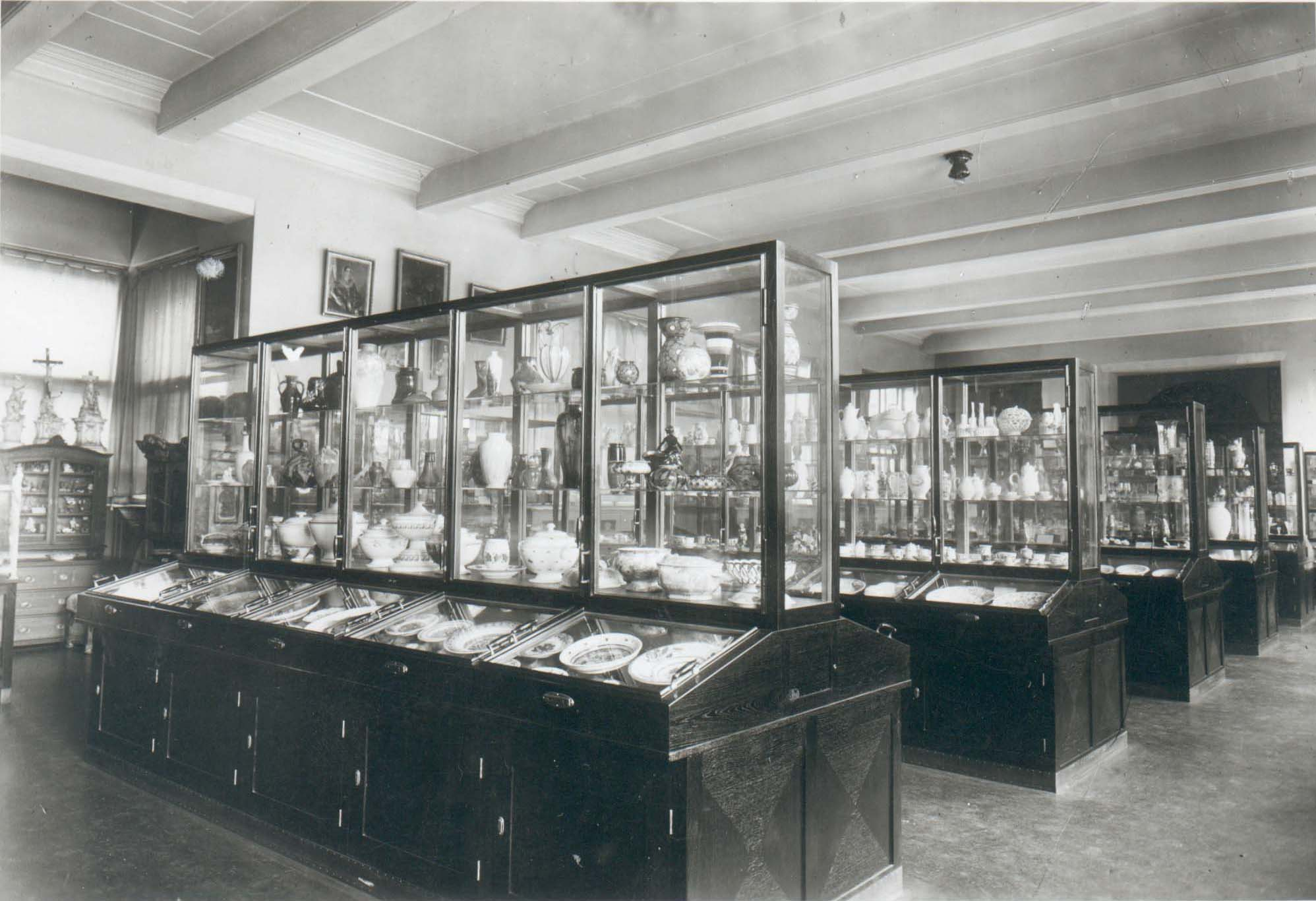
Expozice Městského průmyslového muzea v Hradci Králové –⁠ umělecký průmysl, 30.–⁠40. léta 20. století

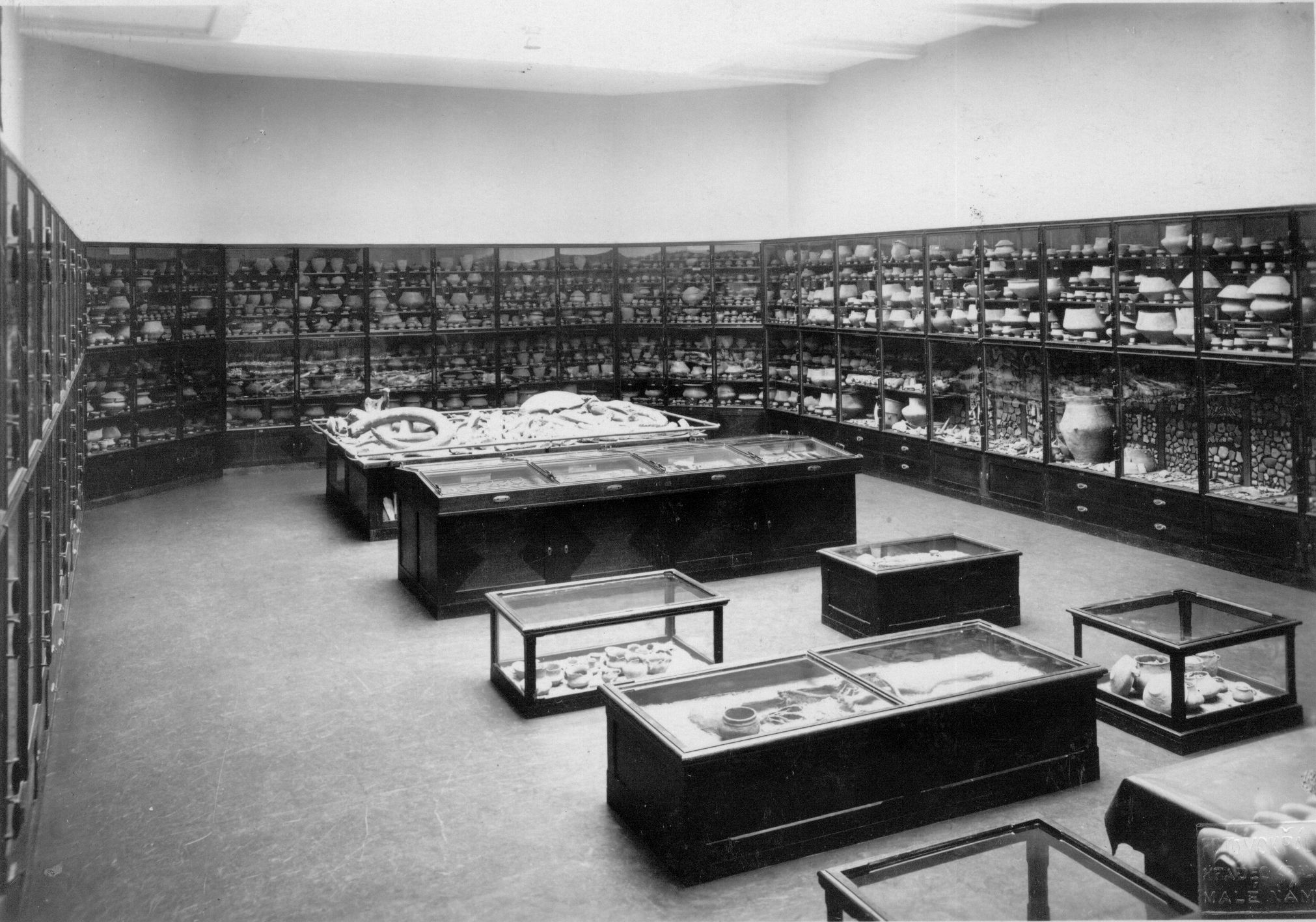
archeologická expozice Městského historického muzea v Hradci Králové: Domečkova síň (1923–1946)

Do budovy se na podzim 1913 nastěhovala knihovna a v listopadu téhož roku byl zpřístupněn přednáškový sál. Další aktivity znemožnila první světová válka. Sbírky byly instalovány do vitrín teprve na přelomu 20. a 30. let. Díky tomu mohly být zpřístupněny expozice umělecko-průmyslové, historická expozice, síň textilu, lapidárium (v suterénu) a také památky z 1. světové války. Průmyslové muzeum využívalo přízemí s prvním patrem, zatímco druhé patro patřilo historickému muzeu.
Před vstupem do budovy byla v roce 1934 umístěna kašna (fontána) podle návrhu Jana Kotěry. Právě tento ozdobný prvek znamenal definitivní dokončení celého projektu výstavby muzejní budovy. Fontána byla vyrobena tehdejšími státními průmyslovými školami (Státní odborná škola Supíkovice, Státní průmyslová škola Kladno, odborný závod L. Červinka Kralupech nad Vltavou a Škodovy závody v Hradci Králové). Mistrovská škola zámečnická v Hradci Králové se zasloužila o cizelérské, kovářské i instalační dokončovací práce.
Původně se počítalo s přístavbou muzea. V roce 1942 byla dokonce uskutečněna architektonická soutěž, v níž první místo obsadil Jan Rejchl se svým návrhem před Josefem Gočárem. Vzhledem k době a okolnostem však nikdy nedošlo k realizaci. Později totiž vzaly plány rozšíření za své.
V letech 1999–2002 proběhla rekonstrukce budovy, primárně věnovaná interiérům. V období od dubna do července 2007 došlo k opravě střech. Druhá velká rekonstrukce v letech 2018–2019 byla komplexnější a zahrnovala opravu vnějších plášťů. K opětovnému zpřístupnění po rekonstrukci došlo v prvním případě dne 21. 5. 2002, a to se zpřístupněním výstavy o Janu Kotěrovi pod záštitou prezidenta republiky rovněž k příležitosti 777. výročí založení Hradce Králové. Druhé otevření po rekonstrukci se uskutečnilo 31. 10. 2019.
V prosinci 2021 byla v budově otevřena stálá expozice Cesty města o historii Hradce Králové.

## Popis stavby

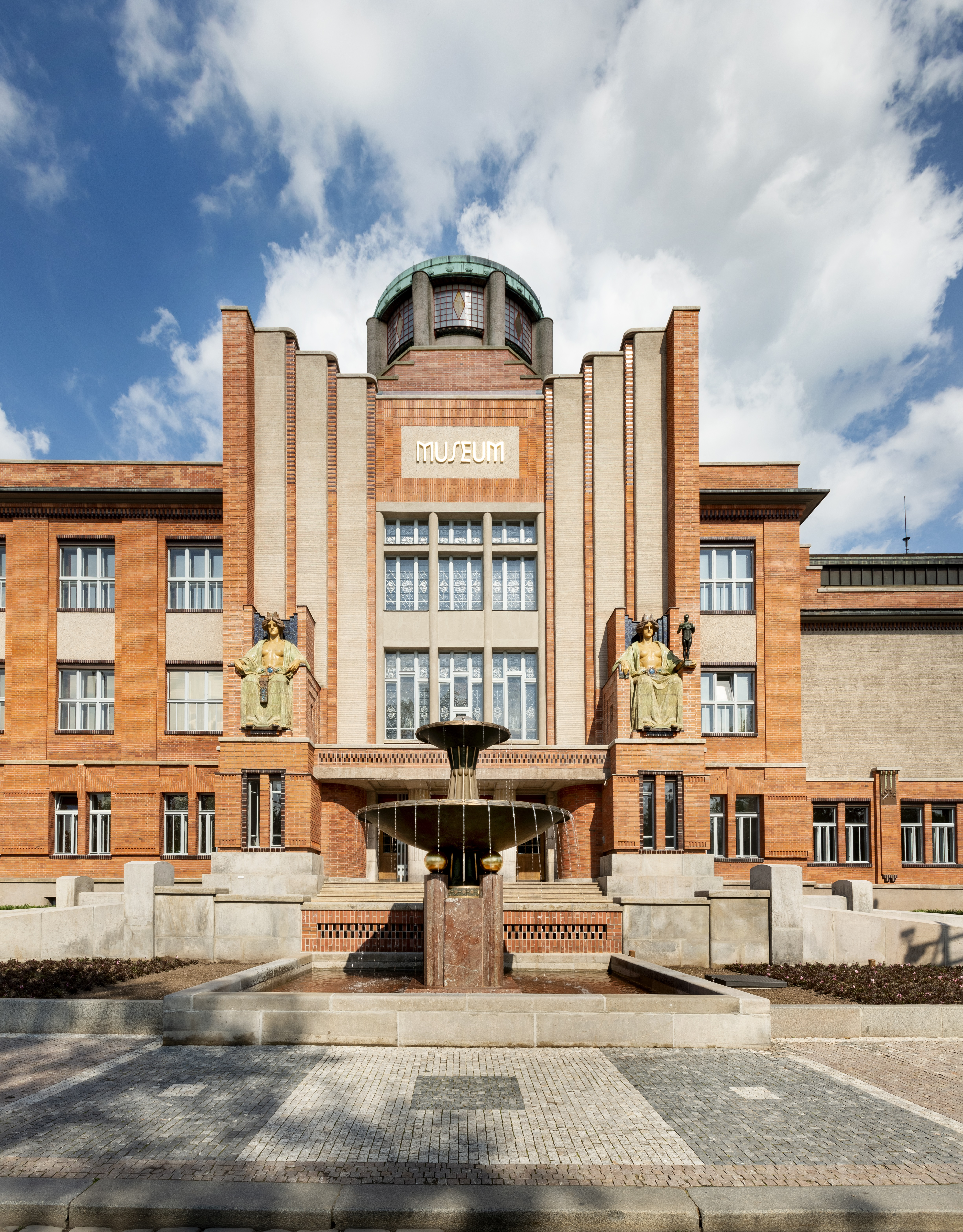
Hradec Králové, historická budova Muzea východních Čech

Budova městského muzea byla postavena ve stylu individualistické moderny. Jedná se o první monumentální stavbu české moderny. Interiér je v secesním slohu, jehož charakteristickými prvky jsou práce s prostorem, snaha o vyvolání dojmu beztížnosti, dekorativnost staveb, použití florálních motivů, křivek a linií, průhlednost a výrazný skelet samotné stavby.
V roce 2013 byla vydána první samostatná monografie této budovy.

### Exteriér
První věcí, která na stavbě upoutá pozornost, je její asymetričnost a monumentalita, odvozená od účelu a poslání budovy. Půdorys budovy má mnoho společného s půdorysy středověkých chrámů, má tvar latinského kříže. Na jeho základě nechal Kotěra vyrůst podélnou a příčnou loď, jižní křídlo patřící k podélné lodi zakončil okrouhlým presbytářem. Za přispění techniky tzv. volného půdorysu posunul v křížení křídla podélné lodi. Dosáhl tak toho, že se jejich osy neprotínají a půdorys se stává asymetrickým. Hlavní vstup je umístěn do části se zkráceným východním ramenem. Vstupní část navazuje na masivnost a velkolepost celé budovy. Kotěra si na stavbě neodpustil zcela osobní rys své práce, a umístil nad křížením betonovou kupoli, jíž pokryla měděná střecha. Na samotné střeše byly vystavěny prostorné terasy, které byly zpřístupněny veřejnosti po rekonstrukci dokončené v roce 2019. Stavba má železobetonovou konstrukci.

Průčelí stavby se vyznačuje jednak horizontální geometrickou členitostí, střídáním říms, volných ploch a partií s okny, jednak kombinací použitých materiálů – režné cihly ve spojitosti s klasickou světlou omítkou působí kontrastně. Lisované cihly poskytl JUC J. Tomášek z Vysokého Mýta. Kotěra se inspiroval holandskou architekturou. Fasáda je zdobena pomocí ornamentů z keramiky, kterou dodala továrna Rydl a Than ze Svijan. Alegorické sochy sedících žen v průčelí jsou dílem Stanislava Suchardy a Vojtěcha Suchardy. Vytvořeny byly z pálené glazované keramiky a jsou vysoké pět metrů. Tyto dvě sochy odkazují na staré pevnostní město Hradec Králové a nové město Hradec Králové. Dříve byly označovány jako Umění a Průmysl, resp. Historie a Průmysl. Jedna z žen je doplněna bronzovou sochou muže. Rekonstrukce soch proběhla v letech 1975–76 a 2003–04.

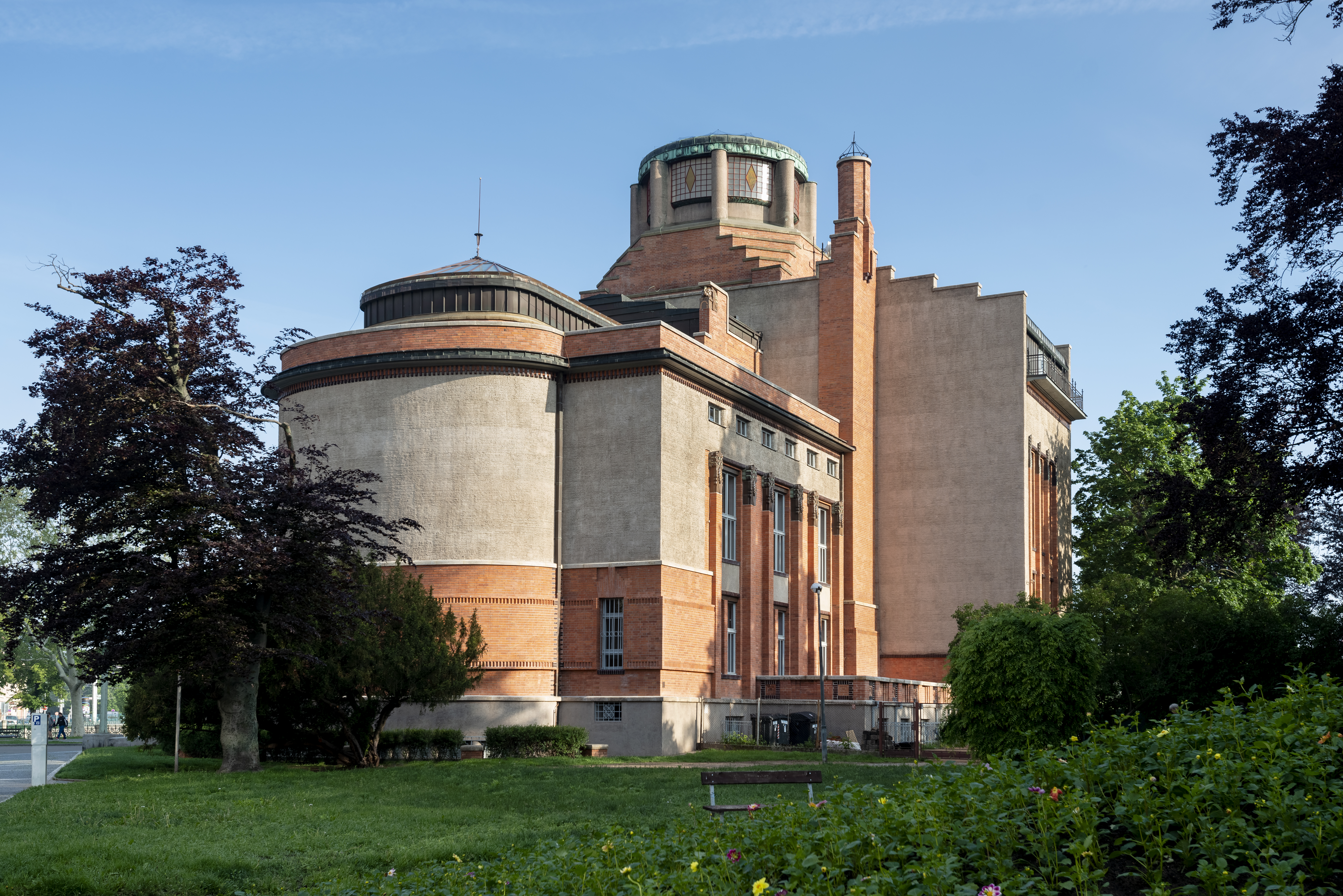
Nezvyklý pohled na budovu muzea
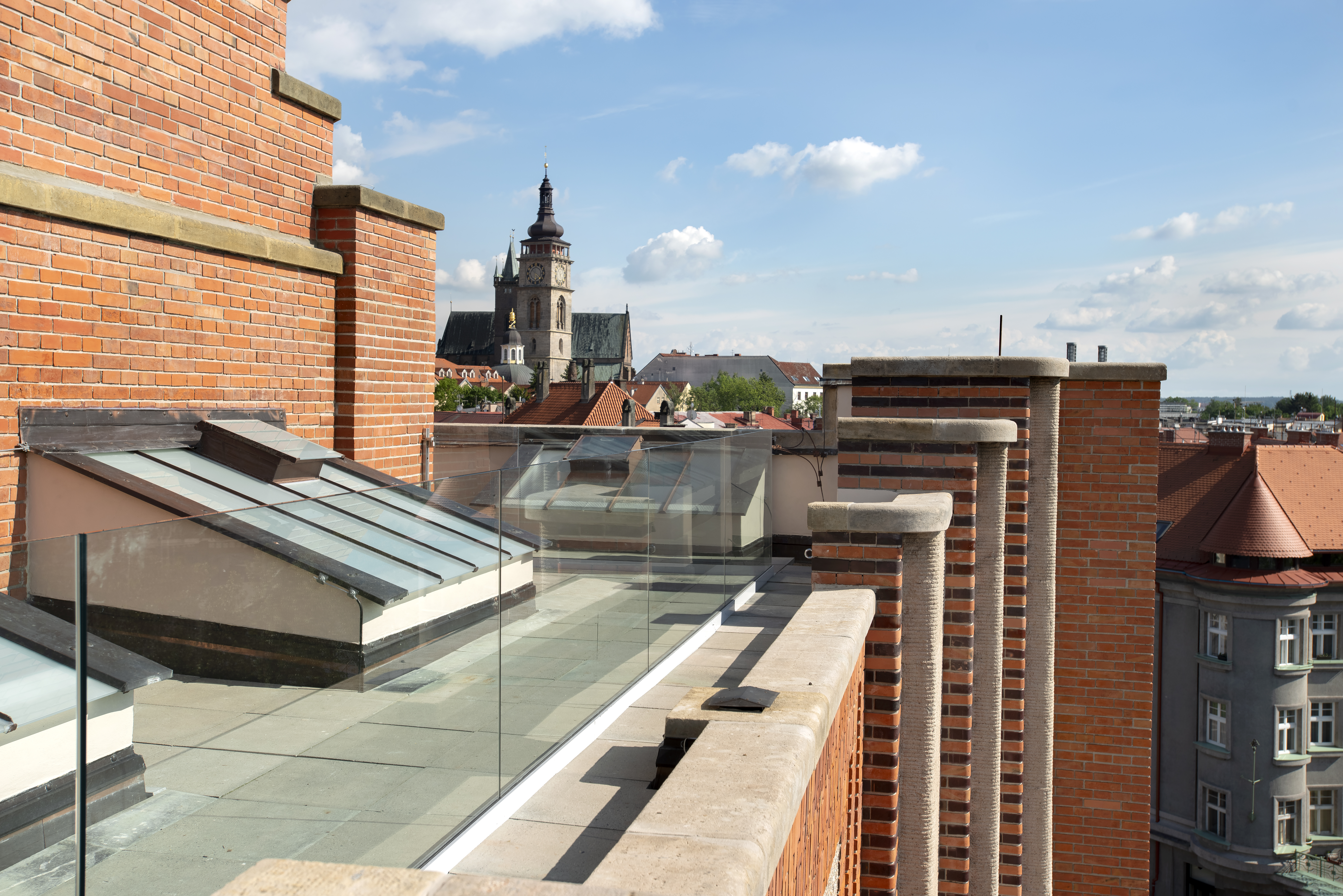
Výhled z terasy na katedrálu sv. Ducha
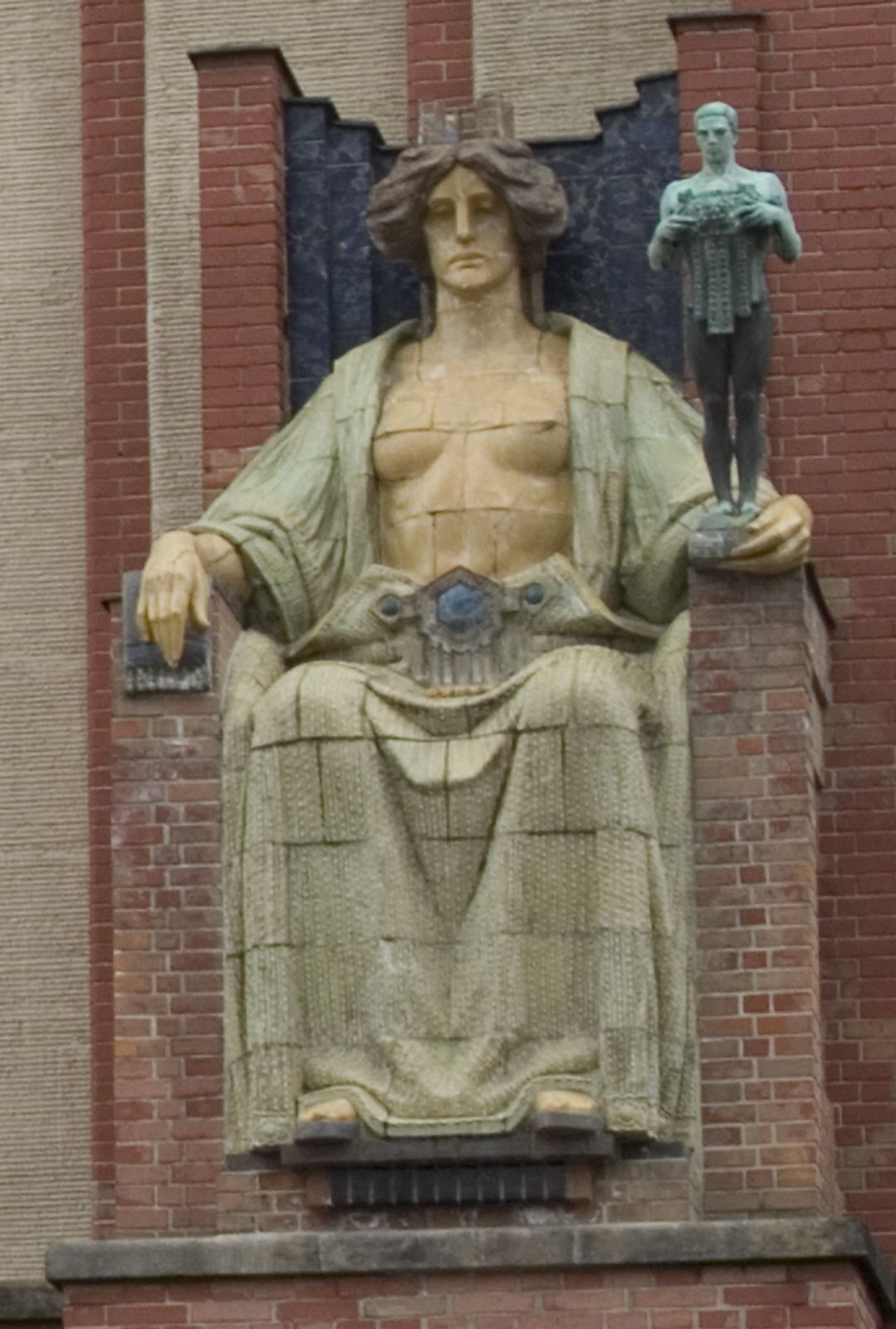
Socha Průmyslu v průčelí
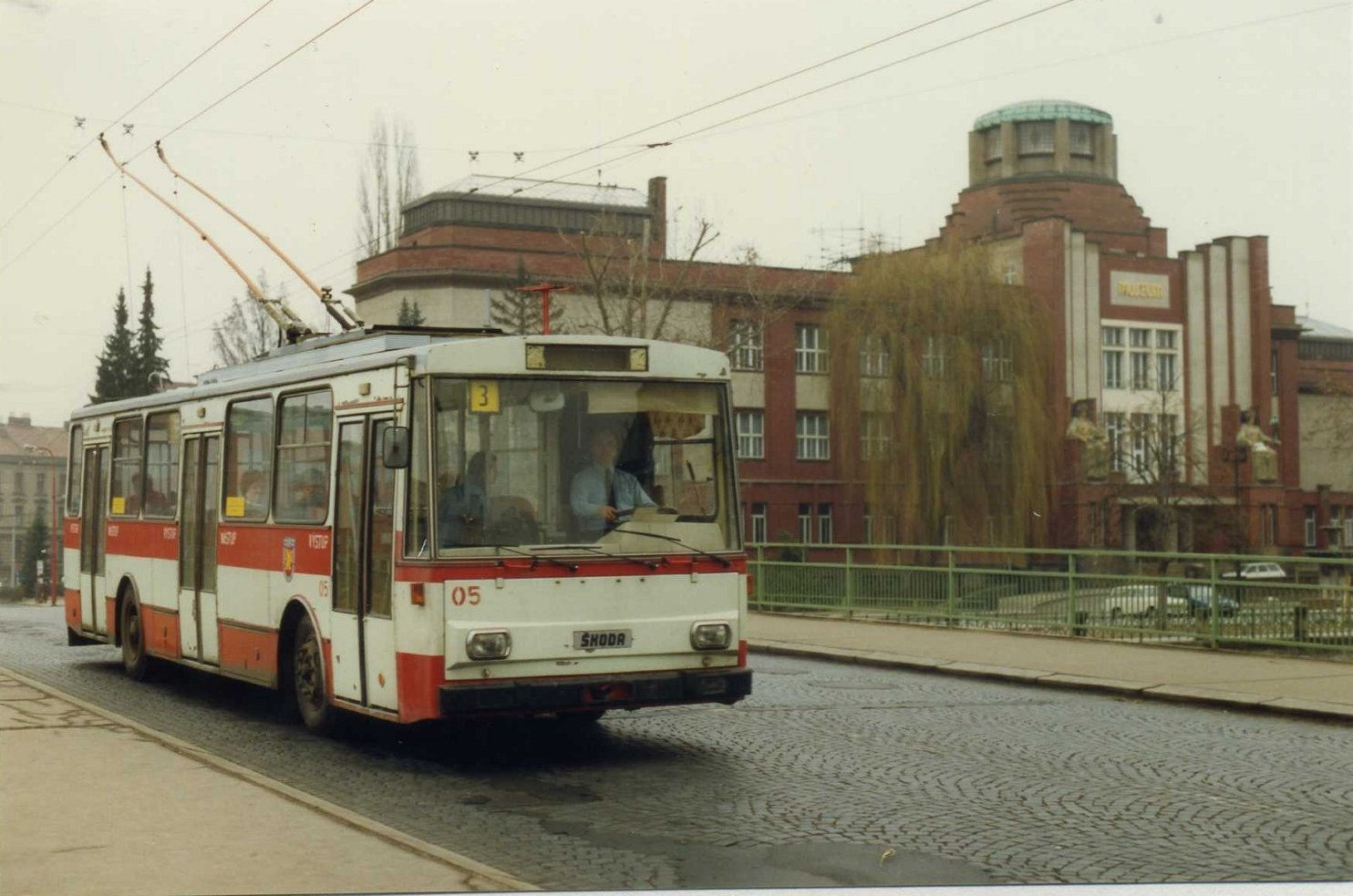
Historický pohled na trolejbus s budovou muzea

### Interiér

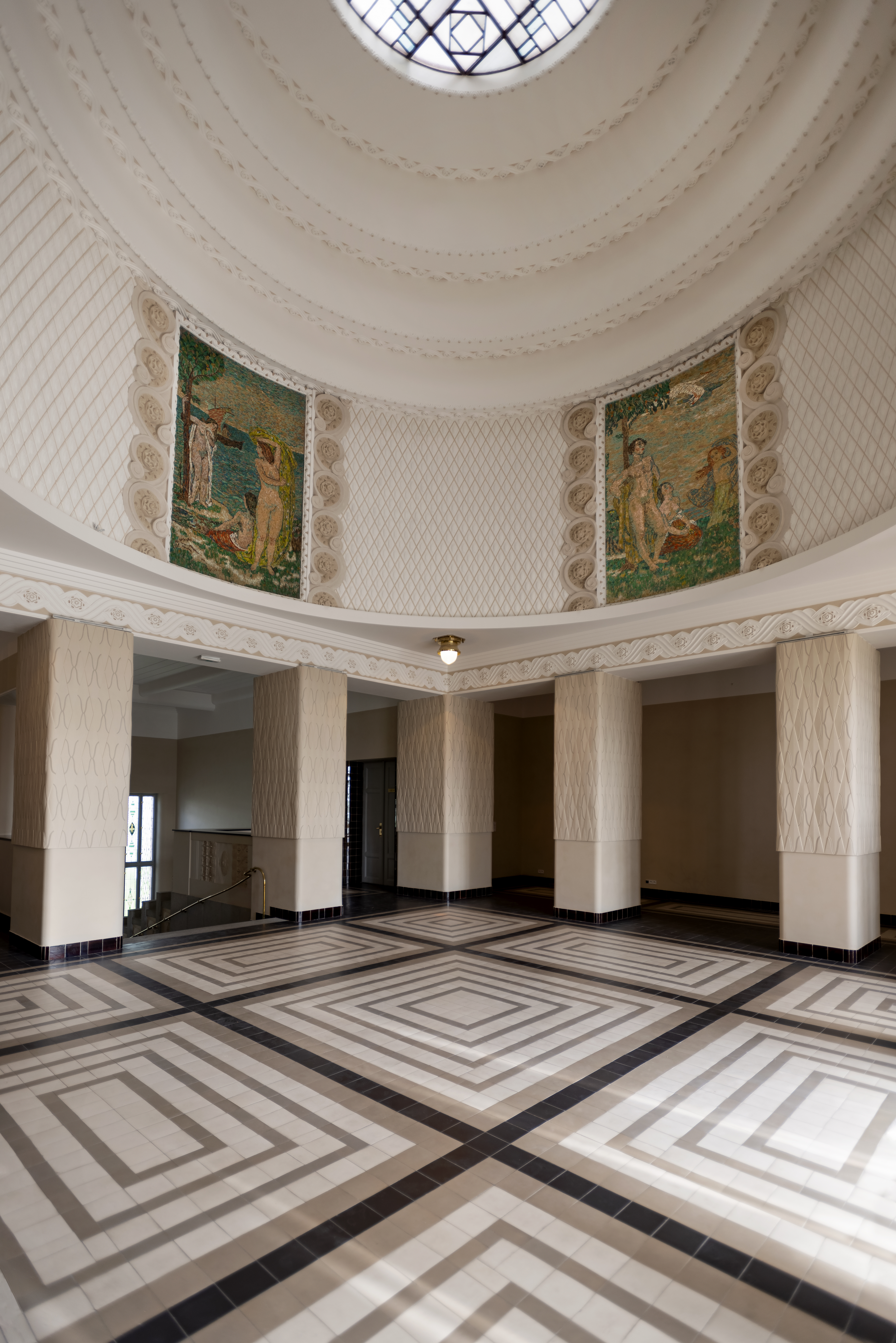
Interiér kupole

Interiéru budovy byla věnována stejná pozornost jako jejímu exteriéru. Podíleli se na něm význační umělci té doby. Mozaiky v kopuli ve druhém patře budovy byly vytvořeny podle pastelových návrhů (kartonů) Jana Preislera z roku 1911. Provedli je Josef Novák ve spolupráci se Sklářským ústavem (jedna v červenci 1931) a Alois Klouda a M. Ajvajz (zbylé tři až v roce 1941). Autorem vitráží (mozaikových oken) byl František Kysela.
Vstupní hala (vestibul) je doplněna kovovou fontánkou ze sbírek muzea. Původně však měla být instalována kamenná fontánka od Jaroslava Horejce. Osvětlovací kandelábr mezi prvním a druhým poschodím instalován v lednu 1934. Jeho autorem byl sám Jan Kotěra. Kotěra jako autor stavby byl autorem návrhů všeho vnitřního vybavení. Světelný stojan byl vyroben v Mistrovské škole zámečnické Státní průmyslové školy v Hradci Králové.
Interiér se podřídil plné funkčnosti muzea, počítal i s rozšířenými prostory pro další možná využití. V muzeu je možné též najít prostory jak pro vzdělávání, tak pro společenské akce. V přízemí se nalézá přednáškový sál pro 200 osob s kavárnou na galerii.
Střední část muzea je vystavěna jako tříposchoďová, křídla budovy jsou koncipována jako dvouposchoďová, pod nimi je rozsáhlý suterén. Výstavní sály se nacházejí v prvními druhém patře a rovněž v suterénu. Ve třetím patře jsou také menší prostory sloužící vzdělávání (býv. ateliér apod.).

Dobový popis z roku 1921:
Souterrain obsahuje místnosti pro sbírky technologické, dílnu zámečnickou, truhlářskou a ciseleurskou, kabinet s digestoriem, místnost pro motor, skladiště, kotelnu, byt domovníka, llapidarium a dvůr. V přízemí po pravé straně vestibulu je přednáškový sál, amfitheatrálně upravený se 200 sedadly, s postranní galierií a místností pro přednášejícího, která malým schodištěm spojena jest s vyvýšenou části hlavního prostoru. Sál ten zařízen je i pro přednášky se světelnými obrazy. Z chodby po levé straně vestibulu položené přístupna je ředitelna, za ní pak knihovna (koncem r. 1913 obsahující celkem 10.249 svazků knih a předlohových děl s více než 90.000 předlohami) s čítárnou s více než 140 revuemi a odb. časopisy. K těmto místnostem přísluší na chodbě umístěná šatna.

V I. patře po levé straně je krásný výstavní sál, po pravé 2 velké místnosti pro sbírky umělecko-průmyslové. Barevná okna ve vestibulu a schodišti, podle návrhu akad. malíře F. Kysely, provedeny odb. závodem F. Uhlíř v Třebechovicích.
     Ve II. patře po levé straně jsou místnosti pro sbírky historické a j. menší místnosti.
     Ve III. patře ze střední části kupolovité, kam projektovány 4 obrazy v mosaice od J. Preisslera, je přístupné fotografické atelier, laboratoře, skladiště a 2 terasy střešní nad oběma křídly budovy. Rozpočtený celkový náklad stavební po redukci činil 550.000 K. Práce řemeslnické obstarány téměř úplně domácími závody.
Zdeněk Wirth & František Tichý, Hradec Králové (1921), http://www.balustrada.cz/wirth/kniha.phtml?1

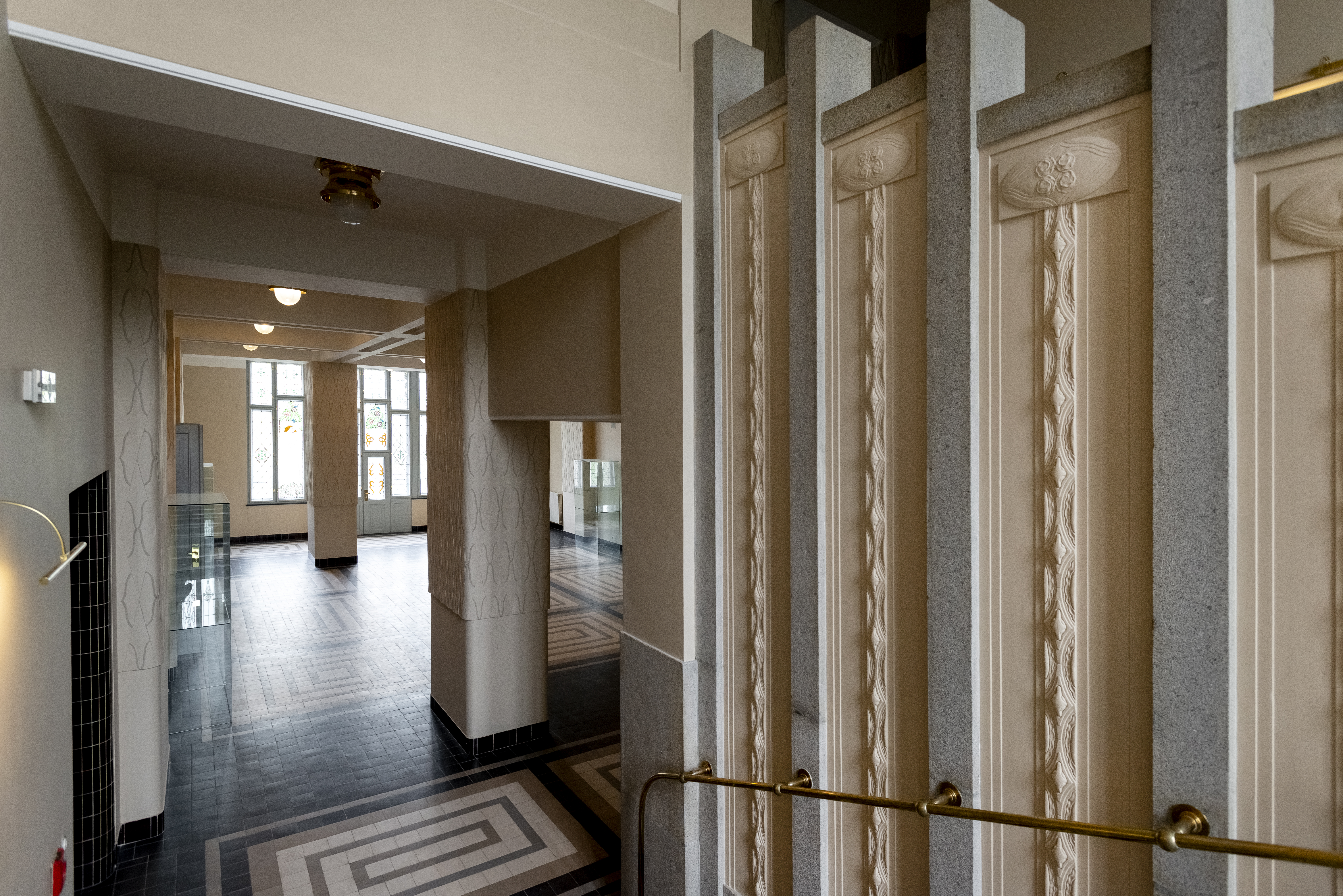
Dekorativní prvky v interiéru
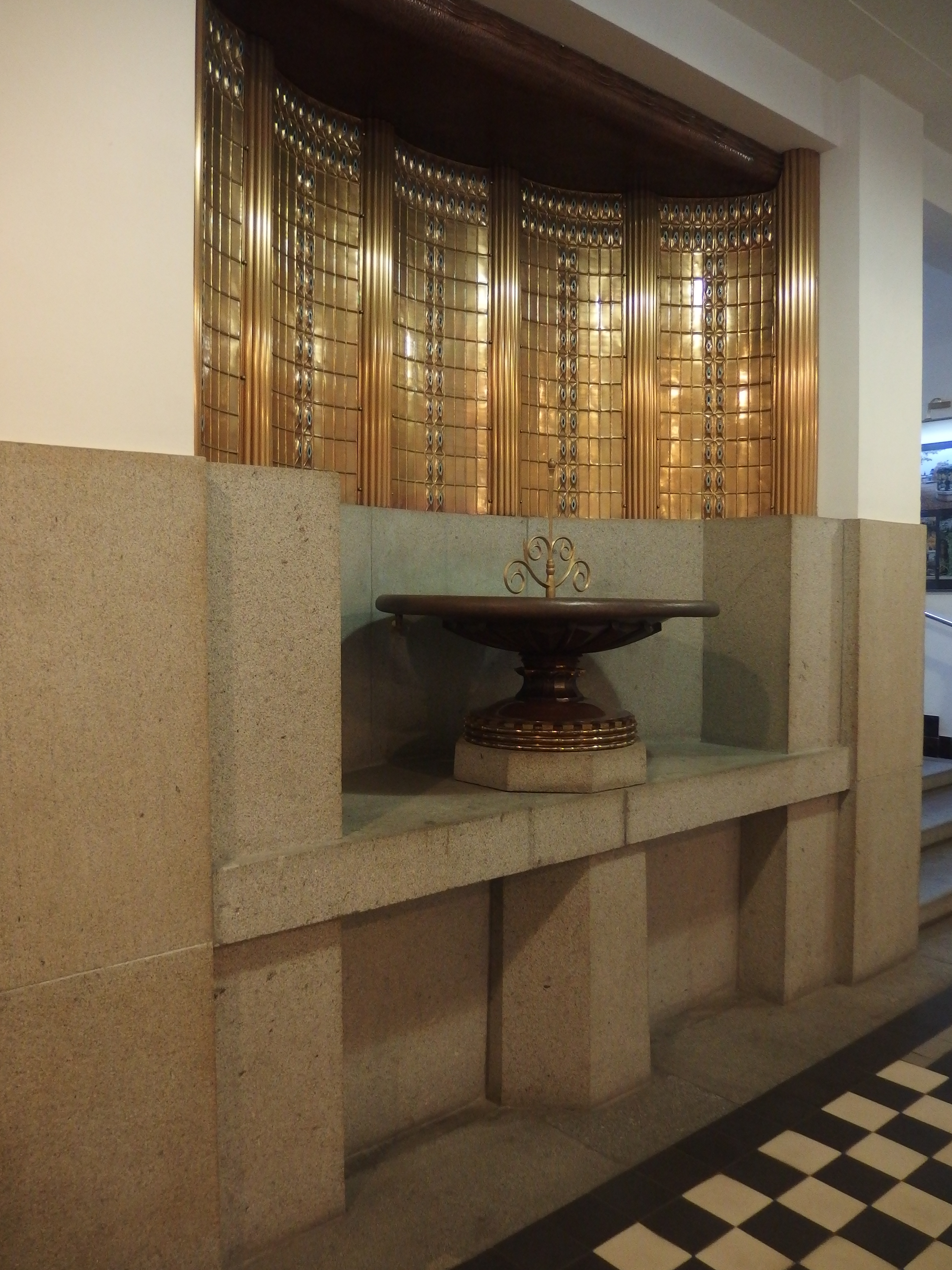
Detail z interiéru
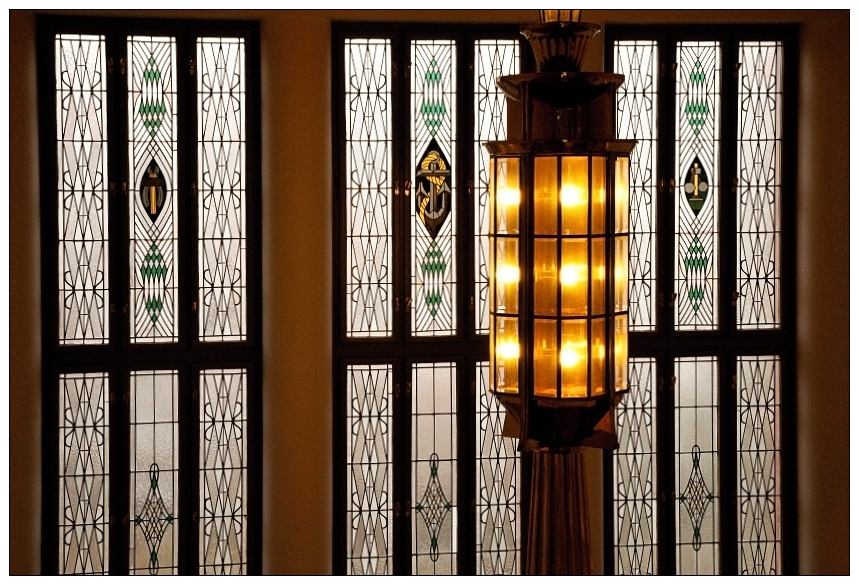
Detail z interiéru schodiště budovy
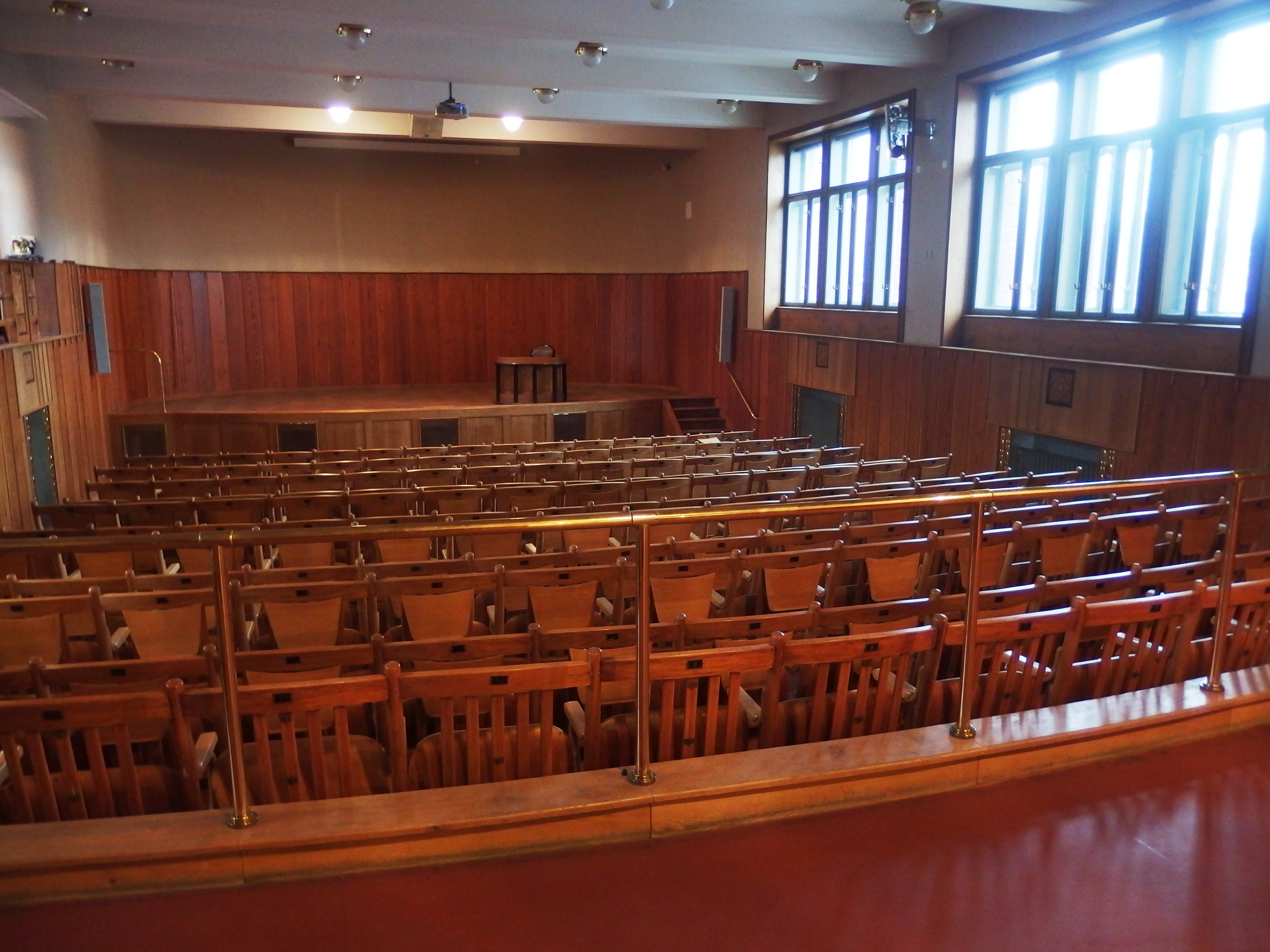
Přednáškový sál

## Návštěvnost
V roce 2021 výstavy a expozice v budově evidovaly 11 042 návštěv.